# カスガマイシン
カスガマイシン（英 Kasugamycin）は抗生物質の一種で、主に農業用殺菌剤として利用される。CAS番号は6980-18-3。

## 概要
1960年代に梅沢浜夫らが奈良県の春日大社の土壌サンプル中から発見した放線菌（Streptomyces kasugaensis）から産出される抗生物質で、採取地からカスガマイシンと名付けられた。イノシトール、アミジンカルボン酸とアミノ糖の一種のカスガミンから成り、リボソームのmRNAと30Sサブユニットの相互作用を阻害することにより、菌のタンパク生成を抑制する。作用機序が解明されたのは2006年と比較的最近であり、今後は医療用抗生物質への応用などが期待される。動植物に対しての安全性は比較的高く、ラットへ経口投与した場合の半数致死量は2,200mg/kgである。

## 農薬
農薬としては北興化学工業と微生物化学研究会が共同開発し、1965年5月10日に登録を受けた。カビや細菌による農作物への被害、特に稲のいもち病防除に有効とされている。商品名は「カスミン」など頭に「カス」が付くものが多く、化学的に安定しているため他の薬剤との混合剤も多数市販されている。2002年の日本での原体生産量は44トン。農薬の残留基準は米、豆類、茶などで0.04ppm、柑橘類、甜菜などで0.05ppm、トマトでは0.03ppmと定められているが、食品衛生法では、食品中に抗生物質が残留してはならないと定められている。

## 参考資料
- 植村振作・河村宏・辻万千子・冨田重行・前田静夫著『農薬毒性の事典 改訂版』三省堂、2002年。ISBN 978-4385356044。